# Alan Rickman
Alan Rickman, celým jménem Alan Sidney Patrick Rickman (21. února 1946, Hammersmith, Londýn, Spojené království – 14. ledna 2016, Londýn), byl britský herec. Proslavil se postavou zločince Hanse Grubera v prvním díle Smrtonosné pasti a také postavou Severuse Snapea ve filmovém zpracování románové heptalogie Harry Potter od J. K. Rowlingové.

## Životopis
Alan Rickman se narodil 21. února 1946 v Hammersmithu v Londýně Bernardu Rickmanovi a Margaret Rickmanové. Jeho rodiče byli dělníci a labouristé. Když Rickmanovi v osmi letech zemřel otec na nádorové onemocnění, jeho matka se o něj společně se třemi sourozenci musela starat sama na předměstském sídlišti, kam se přestěhovala kvůli práci. Rickmanovi se zde ale nelíbilo. Získal stipendium na Latymerovu střední školu v západním Londýně, kde začal se svou divadelní kariérou. Během dospívání si přál stát se umělcem-grafikem, proto vystudoval design na Royal College of Art a tři roky na to pracoval jako grafik ve společnosti v Soho, kde se také seznámil s Rimou Hortonovou, svou celoživotní partnerkou. Od roku 1977 spolu žili v londýnském Notting Hillu. Manželství uzavřeli až po mnohaletém soužití, v roce 2012. Jeho žena byla v letech 1986–2006 radní londýnského obvodu Kensington a Chelsea za labouristickou stranu, kromě toho vyučovala ekonomii na Kingston University.
Ve svých 26 letech se rozhodl pro hereckou kariéru, a tak po získání stipendia začal studovat na Královské akademii dramatických umění (Royal Academy of Dramatic Art). Školu navštěvoval od roku 1972 dva roky a získal hned několik cen. V následující etapě svého života účinkoval v divadlech, rozhlase i televizi. Krátce působil i v Národním divadle. V následujícím období se stal členem Královské shakespearovské společnosti, v jejíž inscenaci zaujal rolí vikomta Valmonta. V téže roli se objevil i na Broadwayi, kde byl za svůj výkon nominován na cenu Tony (1987). Jeho rolí v divadle si všiml producent akčních filmů Joel Silver, který mu nabídl roli v připravovaném filmu Smrtonosná past (Die Hard). Jeho ztvárnění role padoucha Hanse Grubera bylo úspěšné a vyrovnalo se hlavnímu hrdinovi, kterého ztvárnil Bruce Willis. Po tomto úspěchu dostal další filmové nabídky, které odmítl a vrátil se do Londýna, aby mohl hrát v divadle. Přesto se k natáčení filmů vracel. Proslul zápornými rolemi, mimo Hanse Grubera i šerif z Nottinghamu v Robinu Hoodovi režiséra Kevina Reynoldse a soudce Turpin v Burtonově filmu Sweeney Todd: Ďábelský holič z Fleet Street. V anketě „The 50 Best Movie Villains“ o nejlepšího filmového padoucha získal 10. místo jako Hans Gruber a 41. místo jako šerif z Nottinghamu. Sám Rickman toto zařazení odmítal: „Je to optický klam. Čistokrevné prevíty jsem hrál za život maximálně tři.“ Hrával často role smutných intelektuálů, nerudných bručounů nebo temných osobností (Rasputin ve stejnojmenném filmu). Disponoval charakteristickým hlubokým, plným hlasem.
Alan Rickman účinkoval i v romantických filmech, jako je například Láska nebeská. V roce 1995 se umístil na 34. místě v anketě o 100 nejpřitažlivějších mužů ve filmové historii magazínu Empira a roku 1997 získal 59. místo ve stejné anketě téhož časopisu. Ve zralém věku jej mainstreamové publikum (vedle Lásky nebeské) znalo jako profesora lektvarů Severuse Snapea v kouzelnické sáze Harry Potter. Ve filmu Stopařův průvodce po Galaxii propůjčil hlas postavě depresívního robota Marvina. Ve filmu Mesmer (1994) ztvárnil Rickman postavu Franze Antona Mesmera, nazývaného také „otec hypnotismu“. S úmyslem zahrát roli co nejlépe provedl společně s režisérem Rogerem Spottiswoodem několik změn ve scénáři. To se ale hlavním investorům nelíbilo natolik, že odmítli projekt financovat. Vše odůvodnili tím, že s vyzněním celého díla a především hlavní postavy nesouhlasí. Spor skončil u soudu a přesto, že nakonec peníze byly zajištěny a film byl natočen, do kin se nedostal a skončil jen na videokazetách. V roce 1997 se Rickman rozhodl zkusit filmovou režii, za snímek Zimní host obdržel mnoho cen a na další byl nominován. Druhým režisérským počinem byl film Králova zahradnice (2014). Za svůj druhý domov Rickman považoval Kanadu, kde také natočil drama Sněhový dort o setkání bývalého trestance s autistickou ženou (hrála ji Sigourney Weaver).
Dne 14. ledna 2016 oznámila Rickmanova rodina, že zemřel na rakovinu slinivky břišní, kterou poslední rok života trpěl.

## Filmografie
- 2016 Alenka v říši divů: Za zrcadlem – Houseňák Absolem
- 2015 Eye in the Sky – Frank Benson
- 2014 Králova zahradnice (režisér, scenárista) – Ludvík XIV.
- 2013 Komorník – Ronald Reagan
- 2013 CBGB: Kolébka punku – Hilly Crystal
- 2013 Dust
- 2012 Gambit – Lionel Shahbandar
- 2011 Harry Potter a Relikvie smrti – část 2 (Harry Potter and the Deathly Hallows, part 2) – profesor Severus Snape
- 2010 Alenka v říši divů – Houseňák Absolem
- 2010 Harry Potter a Relikvie smrti – část 1 (Harry Potter and the Deathly Hallows, part 1) – profesor Severus Snape
- 2009 Harry Potter a Princ dvojí krve (Harry Potter and the Half-blood Prince) – profesor Severus Snape
- 2007 Harry Potter a Fénixův řád (Harry Potter and the Order of the Phoenix) – profesor Severus Snape
- 2007 Sweeney Todd: Ďábelský holič z Fleet Street – soudce Turpin
- 2007 The Villa Golitsyn – Willy
- 2006 Parfém: Příběh vraha – Richis
- 2005 Harry Potter a Ohnivý pohár (Harry Potter and the Goblet of the Fire) – profesor Severus Snape
- 2005 Sněhový dort (Snowcake) – Alex Hughes
- 2004 Something the Lord Made – Alfred Blalock
- 2004 Harry Potter a vězeň z Azkabanu (Harry Potter and the Prisoner of Azkaban) – profesor Severus Snape
- 2003 Láska nebeská (Love Actually) – Harry
- 2002 Harry Potter a Tajemná komnata (Harry Potter and the Chamber of Secrets) – profesor Severus Snape
- 2002 King of the Hill (TV seriál, hlas) – King Philip v epizodě: Joust Like a Woman
- 2001 The Search for John Gissing – John Gissing
- 2001 Harry Potter a Kámen mudrců (Harry Potter and the Philosopher's Stone) – profesor Severus Snape
- 2001 We Know Where You Live (TV) – Yorkshireman
- 2001 Dohola? (Blow Dry) – Phil Allen
- 2001 Willows (hlavní producent)
- 2000 Play – muž
- 2000 Hj?lp, jeg er en fisk (hlas) – Joe
- 1999 Galaxy Quest – Alexander Dane/Dr. Lazarus
- 1999 Dogma (Dogma) – Metatron
- 1998 Temný přístav (Dark Harbor) – David Weinberg
- 1998 Judas Kiss – detektiv David Friedman
- 1997 Zimní host (The Winter Guest) (režisér, scenárista) – muž na ulici
- 1996 Michael Collins – Éamon de Valera
- 1996 Rasputin (Rasputin) (TV) – Grigorij Rasputin
- 1995 Rozum a cit (Sense and Sensibility) – plukovník Brandon
- 1995 Neobvyklé dobrodružství (An Awfully Big Adventure) – P. L. O'Hara
- 1994 Mesmer – Franz Anton Mesmer
- 1993 Fallen Angels (TV seriál) – Dwight Billings v epizodě: Murder, Obliquely
- 1992 Bob Roberts – Lukas Hart III
- 1991 Zavři mé oči (Close My Eyes) – Sinclair
- 1991 Robin Hood: Král zbojníků (Robin Hood: Prince of Thieves) – šerif z Nottinghamu
- 1991 Opravdově, šíleně, hluboce (Truly Madly Deeply) – Jamie
- 1991 Closet Land – vyšetřovatel
- 1990 Quigley u protinožců (Quigley Down Under) – Elliott Marston, Owner Marston Waters Ranch
- 1989 Revolutionary Witness (TV) – Jacques Roux
- 1989 Spirit of Man (TV) – Israel Yates
- 1989 January Man – Ed
- 1988 Smrtonosná past (Die Hard) – Hans Gruber
- 1985 Girls on Top (TV seriál) – hlas RADA v epizodách: Cancel Toast, Four-Play
- 1984 The Barchester Chronicles (TV miniseriál) – Rev. Obadiah Slope
- 1982 Smiley's People (TV miniseriál) – Brownlow
- 1980 Thér?se Raquin (TV miniseriál) – Vidal
- 1978 Romeo a Julie (TV) – Tybalt